# Lodderena janetmayae
Lodderena janetmayae is een slakkensoort uit de familie van de Skeneidae. De wetenschappelijke naam van de soort is voor het eerst geldig gepubliceerd in 1998 door Rubio, Rolan & Redfern.